# 목포연동초등학교
목포연동초등학교는 대한민국 전라남도 목포시에 있는 초등학교다.

## 학교 연혁
- 1978. 02. 08 목포연동국민학교 설립인가
- 1981. 03. 31 목포연동국민학교 개교
- 1996. 03. 01 목포연동초등학교로 개칭
- 1996. 03. 01 목포연동국민학교 병설유치원 개교
- 2009. 12. 22 학교평가 최우수학교 선정
- 2012. 03. 01 전라남도교육청 지정 평가 방법 개선 연구학교
- 2013. 03. 01 제14대 박홍기 교장 부임
- 2014. 02. 14 제33회 졸업(누계
- 2014. 03. 01 목포사랑 체험교육 연구학교
- 2016, 02. 17 제 35회 졸업 (6,191명)
- 2017. 02. 17 제 36회 졸업(6,233명)
- 2017. 09. 01 제16대 양은숙 교장 부임
- 2018. 02. 13 제 37회 졸업(6,259명)
- 2019. 02. 20 제 38회 졸업(6,298명)